# 菲尔丁 (犹他州)
菲尔丁（英文：Fielding），是美国犹他州博克斯埃尔德县下属的一座城市。建市于 1892年，面积大约为0.45平方英里（1.2平方公里），海拔约为4,373英尺（1,333米）。根据2010年美国 人口普查，该市有人口455人。